# Вантаблек
Вантаблек (на английски: Vantablack) е химическо вещество, изкуствено създадено от вертикално подравнени влакна от въглеродни нанотръби, което има способността да поглъща до 99.965% от лъчението в ултравиолетовата, видимата и инфрачервената част от спектъра, което го прави най-тъмната субстанция. Името „вантаблек“ идва от съкращението на термина на английски VANTA от Vertically Aligned NanoTube Arrays и думата black, „черно“.

## Свойства
Вентаблек се състои от „гора“ от вертикално подравнени въглеродни нановлакна, „посадени“ върху субстрат, използвайки модифициран процес по химично газово отлагане (CVD). Когато светлината срещне материала, вместо да се получи отражение от повърхността му, тя бива „уловена“ и последователно многократно дефлектира между нановлакната, абсорбирайки се и превръщайки се в топлинна енергия на принципа на дисипацията.
Вентаблек е подобрение спрямо други подобни химически вещества, разработени по-рано. Произвежда се при температура 400 °C за сравнение с предшественика ѝ, създаден от НАСА, който е създаван при температура от 750 °C. Благодарение на това, вентаблек може да се нанася и на материали, които не могат да издържат на температури над 400 градуса °C.
Нивата на дегазация и фини прахови частици на вентаблек са ниски, което в сравнение с предшествениците му, правят възможна комерсиалната му приложимост. Материалът има и по-добра издръжливост на механична вибрация и по-висока термоустойчивост.

## История
Ранната развойна дейност по вентаблек е извършена в Националната физическа лаборатория на Великобритания, въпреки че терминът „VANTA“ към този момент още не е бил в употреба. Вертикално подравнени въглеродни нановлакна се продават от няколко фирми, в т.ч. NanoLab, Santa Barbara Infrared и други. Наименованието „вантаблек“ е запазена марка на Surrey NanoSystems Limited и се споменава в три патента, регистрирани в Патентното ведомство на САЩ. Първите поръчки са от юли 2014 г., а през 2015 г., производството е увеличено, за да задоволи нуждите на въздухоплавателния и военния сектори.

## Приложения
В качеството си на най-черния материал, веществото има много потенциални приложения, в това число:
- предпазване на навлизането на случайна разсеяна светлина в телескопите, с което се подобрява чувствителността към по-слабо светещи небесни обекти. (За сравнение: вентаблек допуска 17 пъти по-малко разсеяна светлина от „супер-черната“ боя, използвана за вътрешната облицовка на телескопа Хъбъл.)
- подобряване чувствителността на инфрачервените камери и друго оборудване както на земята, така и в космоса.

Вентаблек може също да подобри поглъщането на топлинна енергия в материалите, използвани в соларните технологии, както и за военни приложения като топлинен камуфлаж. 
Веществото се ползва от художника Аниш Капур, който получава от производителя ексклузивен лиценз за употребата му в изкуството, което става повод за протести от други артисти.